# Michael Conlan
Michael Conlan est un boxeur irlandais né le 19 novembre 1991 à Belfast.

## Carrière amateur
Sa carrière amateur est principalement marquée par une médaille de bronze gagnée aux Jeux olympiques de Londres en 2012 dans la catégorie poids mouches et par un titre de champion du monde remporté à Doha en 2015 dans la catégorie poids coqs.
En décembre 2015, Conlan est désigné sportif irlandais de l'année par la télévision irlandaise RTÉ
Michael Conlan participe au tournoi olympique de Rio de Janeiro. En quarts de finale, alors qu'il est champion du monde en titre de la catégorie poids coqs, il est éliminé sur décision arbitrale par le russe Vladimir Nikitin. Cette décision est particulièrement controversée vu la tournure du combat. Conlan au terme du combat adresse un doigt d'honneur aux juges et dès sa descente du ring accuse la fédération internationale de boxe de tricherie et de corruption,. Après son élimination, Conlan est accusé d'avoir parié sur d'autres matchs du tournoi de boxe, violant ainsi le règlement du CIO. Il est alors sanctionné d'une sévère réprimande par la commission disciplinaire du CIO. Trois ans plus tard, The Irish Times annonce que l'équipe irlandaise de boxe avait été avertie avant même le combat Conlon/Nikitin que celui-ci était perdu d'avance.

## Carrière professionnelle
Conlan commence une carrière de boxeur professionnel en 2017 et remporte les quatre années suivantes ses 15 combats en poids super-coqs et poids plumes.
Le 12 mars 2022, il est battu par arrêt de l'arbitre au 12e round par Leigh Wood pour le gain du titre régulier des poids plumes WBA. Il relance sa carrière en enchainant deux succès face à Miguel Marriaga et Karim Guerfi mais s'incline à nouveau le 27 mai 2023 face au nouveau champion WBA des poids plumes, Luis Alberto Lopez.

## Palmarès

### Jeux olympiques
- Médaille de bronze en -52 kg aux Jeux de 2012 à Londres, Angleterre

### Championnats du monde de boxe amateur
- Médaille d'or en -56 kg en 2015 à Doha, Qatar